# Le Prix à payer (Angel)
Pour les articles homonymes, voir Le Prix à payer.
Le Prix à payer est le 19e épisode de la saison 3 de la série télévisée Angel.

## Synopsis
Spivey, un client potentiel d'Angel Investigations, est infecté par un parasite dans l'hôtel Hyperion. Il se rend alors au bar le plus proche, complètement assoiffé. Lorne prévient Angel qu'il se passe quelque chose d'anormal et Angel ramène Spivey à l'hôtel. Spivey, complètement desséché, accuse Angel d'être la cause de son problème avant de tomber en poussière. Le parasite s'enfuit alors et Angel et son équipe partent à sa recherche dans tout l'hôtel. Ils s'aperçoivent qu'il y a beaucoup d'autres parasites semblables dans l'hôtel et qu'ils tuent leur hôte en le déshydratant totalement. Angel prend conscience que c'est une conséquence de la magie noire qu'il a employée pour tenter de faire revenir Connor (épisode Impardonnable). Pendant ce temps, Lilah Morgan discute avec Gavin Park de la façon d'atteindre Angel à travers Wesley et tous deux sont informés de la situation à l'hôtel.
Fred est attaquée par un parasite et se retrouve infectée. Gunn s'en aperçoit et décide de demander de l'aide à Wesley tandis que le reste du groupe est poursuivi par une horde de créatures et se retranche dans la cuisine. Wesley refuse d'abord d'aider Gunn avant d'accepter quand il apprend que la vie de Fred est en jeu. Angel apprend du parasite qui infecte Fred qu'ils ont été chassés de leur dimension par « le Destructeur », lequel en veut à Angel. Gunn revient avec une bouteille d'alcool que lui a donné Wesley et la fait boire à Fred, ce qui la déshydrate. Le parasite sort alors de son corps. Angel et Cordelia sont encerclés par des parasites mais Cordelia se met à briller d'une lumière blanche aveuglante qui tue tous les parasites. Toute l'équipe est stupéfiée par ce nouveau pouvoir de Cordelia. Peu après, un démon se matérialise, rapidement suivi par un jeune homme qui le tue avant de dire à Angel : « Bonjour papa ».

## Statut particulier
Noel Murray, du site The A.V. Club, évoque un épisode « palpitant et effrayant », dont le dénouement est très surprenant et sur lequel plane l'ombre de Wesley Wyndam-Pryce, dont le nom de famille est aussi celui de l'épisode (The Price), au vu des « difficultés qu'éprouve Angel Investigations à opérer sans lui ». Pour Ryan Bovay, du site Critically Touched, qui lui donne la note de B-, c'est un épisode solide et à la conclusion spectaculaire qui est « convaincant sur le plan émotionnel », notamment sur les implications profondes des décisions que doivent prendre Angel et Wesley, mais « faible au niveau de l'intrigue » avec des monstres peu effrayants et un piètre deux ex machina de Cordelia sauvant tout le monde avec ses nouveaux pouvoirs.

## Distribution

### Acteurs crédités au générique
- David Boreanaz : Angel
- Charisma Carpenter : Cordelia Chase
- Alexis Denisof : Wesley Wyndam-Pryce
- J. August Richards : Charles Gunn
- Amy Acker : Winifred « Fred » Burkle

### Acteurs crédités en début d'épisode
- Andy Hallett : Lorne
- Stephanie Romanov : Lilah Morgan
- Daniel Dae Kim : Gavin Park
- Mark Lutz : Groosalugg
- John Short : Monsieur Spivey

### Acteurs crédités en fin d'épisode
- Vincent Kartheiser : Connor